# Григорий (Козырев)
Епископ Григорий (в миру Сергей Алексеевич Козырев; 13 сентября 1882, село Пожарье, Весьегонский уезд, Тверская губерния — 2 сентября 1937, Барнаул) — епископ Русской православной церкви, епископ Барнаульский.

## Семья
Выходец из старинного рода священнослужителей.
- Отец — Алексей Козырев, сельский священник.
- Брат Иван (16 января 1885 — 3 ноября 1937). Окончил Тверскую духовную семинарию (1904), преподавал в Краснохолмском духовном училище, с 1910 — учитель в школе в родном селе. В 1911, после смерти отца, сменил его в должности священника храма в селе Пожарье. В 1934 был арестован, приговорён к трём годам лишения свободы, отбывал наказание на Колыме. В 1936—1937 — священник в Бежецке. В 1937 арестован, приговорён Тройкой УНКВД по Калининской области к высшей мере наказания и расстрелян.
- Брат Василий (1889 — 3 ноября 1937). Окончил пять классов Тверской духовной семинарии, учился в ярославском Демидовском юридическом лицее. В 1914—1919 — учитель в сельской школе, затем работал счетоводом и инструктором в Рыбинском губернском потребсоюзе. С 1921 — священник в Бежецке. В 1930 был арестован, приговорён к трём годам лишения свободы, отбывал наказание на Соловках, затем в Свирском лагере. В 1932 освобождён, вновь служил в Бежецке. В 1934 был арестован вместе с братом Иваном, их дальнейшие биографии полностью совпадают, вплоть до трагической гибели обоих священников.

На Юбилейном Архиерейском соборе Русской православной церкви в августе 2000 священники Иван и Василий Козыревы были причислены к лику святых.

## Биография
В 1902 году окончил Тверскую духовную семинарию. С 1902 года был учителем земской школы.
В 1914 году окончил Московскую духовную академию со степенью кандидата богословия (; тема кандидатской работы: «О духовных свойствах Божиих»)
С 1914 года — преподаватель Владимирской духовной семинарии.
В 1917 году был пострижен в монашество, с 5 мая 1917 года — иеромонах. С 1918 года преподавал в пастырской богословской школе.
С 1919 года находился в составе братии Введенской Островской пустыни, одновременно был священником в селе Кубаново Покровского уезда Владимирской губернии.
13 (26) сентября 1923 года иеромонах Григорий был избран Патриархом Тихоном епископом Петропавловским, викарием Омской епархии.
14 сентября 1923 года хиротонисан во епископа Петропавловского, викария Омской епархии. Хиротония была совершена в Москве Патриархом Тихоном.
Вскоре после хиротонии был арестован, находился в Бутырской тюрьме. В марте 1924 года приговорён к двум годам лишения свободы и отправлен в Соловецкий лагерь особого назначения. В октябре 1924 досрочно освобождён.
С 26 ноября 1924 года — епископ Вольский, викарий Саратовской епархии.
Был знатоком церковного пения, заботился об уставном характере и красоте богослужений, участвовал в диспутах с атеистами.
12 апреля 1925 года он в числе других шестидесяти архиереев подписывает акт принятия митрополитом Петром (Полянским) власти Патриаршего Местоблюстителя.
В 1926 году два месяца провёл в заключении.
С 27 сентября 1927 года — епископ Суздальский, викарий Владимирской епархии.
Негативно отнёсся к Декларации митрополита Сергия (Страгородского), предусматривавшей полную лояльность советской власти. Отказался поминать его как Заместителя Патриаршего местоблюстителя, однако в 1929 году примирился с митрополитом Сергием.
С 14 июня 1929 года — епископ Новоторжский, викарий Калининской епархии.
С конца 1929 года — епископ Бежецкий, викарий той же епархии.
Стремился оживить церковную жизнь в Бежецке, некоторое время служил вместе со своими братьями.
В 1936 году в течение месяца находился в тюрьме.
С 29 января 1937 года — епископ Барнаульский, временно управляющий Бийской епархией.
26 июля 1937 года был арестован в Барнауле, 22 августа того же года приговорён к расстрелу Особой тройкой УНКВД по Западно-Сибирскому краю и вскоре расстрелян.